# Víctor Morales Mora
Víctor Manuel Morales Mora (Hospital, San José, 10 de febrero de 1958) es un político y abogado costarricense que se desempeñó como diputado en décimo lugar por la provincia de San José en la Asamblea Legislativa de Costa Rica, por el Partido Acción Ciudadana (PAC), durante el periodo legislativo 2018-2022. Fue ministro de la Presidencia, de 2019 a 2020, durante la administración de Alvarado Quesada, y ministro de Trabajo y Seguridad Social durante la administración de Solís Rivera.
Durante su carrera política, también se desempeñó como alcalde del cantón de Aserrí, electo el 1 de mayo de 2011 para el período 2010-2016, cargo al que renunció para ejercer el Ministerio. Durante la administración de Rodríguez Echeverría, fue Viceministro de Trabajo y de Seguridad Social en el periodo 1990-1993. Fue diputado a la Asamblea Legislativa entre 1993 y 1994 y fue presidente de la Juventud Socialcristiana en 1984 y secretario de la Organización Política del Partido Unidad Social Cristiana (PUSC) en 1995.

## Biografía
Nació en el distrito metropolitano de Hospital, en el cantón central de San José, el 10 de febrero de 1958. Cursó la educación primaria en la Escuela Andrés Corrales Mora, en el distrito de Poás, en el cantón de  Aserrí, y la educación secundaria en el Liceo de Aserrí. Seguidamente, ingresa a la Universidad de Costa Rica (UCR) donde obtiene el título de licenciado en Derecho, en 1988. 

### Carrera política
En 1980, Morales desempeñó el cargo de asesor legal del Ministerio de Trabajo y Seguridad Social, y entre 1982 y 1986 se desempeñó en el cargo de regidor en el Concejo Municipal de Aserrí. Fue presidente de la Juventud Socialcristiana en 1984. En 1990, durante la administración del presidente Rafael Calderón Fournier, Víctor Manuel fue designado como Viceministro de Trabajo y Seguridad Social, cargo que desempeñaría hasta 1993. Tras su renuncia, el 2 de marzo de 1993 comenzaría a desempeñarse en el cargo de diputado en la Asamblea Legislativa por la provincia de San José, por el Partido Unidad Social Cristiana (PUSC), reemplazando al diputado Rolando Laclé Castro quien asumiría el Ministerio de Presidencia en ese entonces.
Laboró como secretario de la Organización Política del Partido Unidad Social Cristiana en 1995. Entre 1995 y 1998, se desempeñó como miembro del Consejo Institucional del Instituto Tecnológico de Costa Rica (TEC), y en 1998 laboró como miembro de la Mesa Coordinadora del Proceso de Concertación Nacional. Entre 1996 y 1998, trabajó como director general del Instituto Costarricense de Estudios Políticos (ICEP). En 1998, durante la administración del presidente Miguel Ángel Rodríguez, Morales fue designado como Ministro de Trabajo y Seguridad Social. En 2006, después de varios años enlistado en las filas del PUSC, Morales renunciaría al partido y se integraría al Partido Acción Ciudadana (PAC). Entre 2006 y 2007 trabajaría como profesor universitario en el Instituto de Estudios del Trabajo (IESTRA), de la Universidad Nacional de Costa Rica.
Entre mayo y diciembre de 2006, Morales se desempeñaría como gerente de campaña del Partido Acción Ciudadana en las elecciones municipales de 2006, en 2007 se desempeñaría como jefe del equipo de asesores de la fracción del PAC en la Asamblea Legislativa, y entre 2008 y 2010 laboraría como coordinador de organización política del Partido. En 2011, Morales se postuló como candidato a la Alcaldía del cantón de Aserrí por el PAC, elección en la que obtuvo el primer puesto, desempeñándose así como alcalde de Aserrí hasta el 1 de mayo de 2016. Entre 2013 y 2014 se desempeñó como miembro de la Comisión Política del PAC.
Entre 2014 y 2016, durante la administración del presidente Luis Guillermo Solís, Morales se desempeñaría como Ministro de Trabajo y Seguridad Social, quien luego sería reemplazado por Carlos Alvarado Quesada.
En septiembre de 2017, fue elegido candidato a diputado como segundo lugar de lista por la provincia de San José para las elecciones de 2018, elección en la cual ganaría su partido con el candidato Carlos Alvarado Quesada, así como él mismo, siendo él también el jefe de campaña presidencial. El 1 de mayo de 2018, Morales fue elegido como jefe de fracción de su partido para el periodo 2018-2019, siendo reelecto para el periodo 2019-2020. Dentro de la Asamblea Legislativa, Morales integró comisiones como Gobierno y Administración, Asuntos Sociales, Mujer y Seguridad y Narcotráfico.
El 1 de agosto de 2019, tras la salida de Rodolfo Piza Rocafort como Ministro de Presidencia, Víctor Manuel asumiría el puesto, desempeñado así los cargos de diputado y ministro al mismo tiempo, aunque renunciaría a la jefatura de fracción, siendo sucedido por la diputada Nielsen Pérez. Sin embargo, después de una polémica por la creación de la llamada Unidad Presidencial de Análisis de Datos (UPAD) la que provocaría la votación de una moción de censura contra el ministro, Morales renunciaría a su puesto el 4 de marzo de 2020, siendo reemplazado por Silvia Lara Povedano.